# Giorgi Antadze
Giorgi Antadze, gruz. გიორგი ანთაძე, ros. Георгий Самсонович Антадзе, Gieorgij Samsonowicz Antadze (ur. 6 września 1920 w Poti, zm. 3 listopada 1987 w Tbilisi) – gruziński piłkarz, grający na pozycji napastnika lub pomocnika, reprezentant ZSRR, olimpijczyk, trener piłkarski.

## Kariera piłkarska

### Kariera klubowa
Wychowanek zespołu dziecięcego w Poti. W 1939 roku rozpoczął karierę piłkarską w drużynie Uniwersytetu Tbiliskiego, w którym uczył się. W 1942 został piłkarzem Dinama Suchumi, a w 1944 roku przeniósł się do Dinama Tbilisi, w którym występował do zakończenia kariery piłkarskiej w 1954.

### Kariera reprezentacyjna
W 1952 został powołany do reprezentacji Związku Radzieckiego, ale nie rozegrał żadnego meczu. W jej składzie uczestniczył w igrzyskach olimpijskich w Helsinkach w 1952 (drużyna radziecka odpadła w ⅛ finału). Także rozegrał w składzie Sbornej 3 mecze nieoficjalne.

## Kariera trenerska
Po zakończeniu kariery piłkarskiej rozpoczął pracę szkoleniową. Od 1955 do 1958 szkolił młodych piłkarzy w Futbolowej Szkole Młodzieży w Tbilisi. Na początku 1959 stał na czele Torpeda Kutaisi, a w lipcu 1959 zmienił klub na Meszachte Tkibuli. W latach 1962–1963 prowadził Kolchidę Poti. W 1964 powrócił do kierowania Meszachte Tkibuli, w którym pracował do czerwca 1966. Jako główny trener trenował zespoły Iweria Caszuri (1973-1974) oraz Dinamo Batumi (1976-1978). W 1975 pracował w Zarządzie Piłki Nożnej Komitetu Sportowego Gruzińskiej SRR. Od 1979 pełnił funkcję dyrektora Zarządu Piłki Nożnej Komitetu Sportowego Gruzińskiej SRR.
Zmarł 3 listopada 1987 w Tbilisi.

## Sukcesy i odznaczenia

### Sukcesy klubowe
- wicemistrz ZSRR: 1951, 1953
- brązowy medalista mistrzostw ZSRR: 1947, 1950
- finalista Pucharu ZSRR: 1946

### Sukcesy reprezentacyjne
- uczestnik Igrzysk Olimpijskich: 1952

### Sukcesy indywidualne
- wybrany do listy 33 najlepszych piłkarzy ZSRR: Nr 3 (1951, 1952)

### Odznaczenia
- tytuł Mistrza Sportu ZSRR
- tytuł Zasłużonego Mistrza Sportu ZSRR: 1951